# Chiesa di San Giacomo (Schio)
La chiesa di San Giacomo è un edificio sacro di Schio, collocato nella centrale via Cavour.

## Storia
L'origine della chiesa di San Giacomo va fatta risalire alla fondazione a Schio di un ospedale ad opera della confraternita dei Battuti, avvenuta verso la fine del Trecento. Un piccolo oratorio, embrione dell'attuale chiesa, sembra infatti esser già presente nel primo quinquennio del Quattrocento, ed intitolato ai santi Giacomo e Cristoforo. La chiesa viene ampliata nel corso del XV secolo, dotandola di cinque altari, facendole così assumere le dimensioni odierne. Nei primi anni del Seicento viene elevata la torre campanaria, in sostituzione del vecchio campanile a vela. Da questo periodo presso San Giacomo si registra uno spostamento verso la devozione Mariana, anche se la dedica della chiesa non verrà mai mutata. Nel 1806 la confraternita dei Battuti viene soppressa e la custodia della chiesa viene affidata ad un sacerdote; successivamente vengono effettuate molte trasformazioni: la costruzione di una nuova facciata nel 1836 e una generale riorganizzazione degli interni in più riprese, nel 1845, 1861 ed ancora nel 1867; queste comportano la progressiva riduzione del numero degli altari. Nel 1896 si riforma tutto l'apparato decorativo interno, conferendo alla chiesa forme simili a quelle che ancora oggi vediamo. A partire dal 1949 l'amministrazione dell'edificio sacro passa alla parrocchia del duomo. Nel 1958 una nuova serie di lavori interni porta alla eliminazione di altri due altari per aprire le porte d'accesso al campanile e sacrestia, all'apertura di una finestra sul lato sinistro; vengono inoltre eliminate spalliere, confessionali e pulpito. Nel 2000, infine, i lavori di restauro della chiesa.

## Descrizione

### Esterni
La semplice facciata neoclassica di San Giacomo è il risultato degli interventi del 1836: le aperture sono rappresentate dalla porta centrale, sormontata da un timpano, una finestra a semicerchio sopra il portale, due finestre prive di cornice e ornamenti ai lati. Delle lesene con un capitello ionico scandiscono la costruzione. Conclude la facciata un timpano.
Sopra il portale d'ingresso una scritta ricorda l'epidemia di colera del 1836.

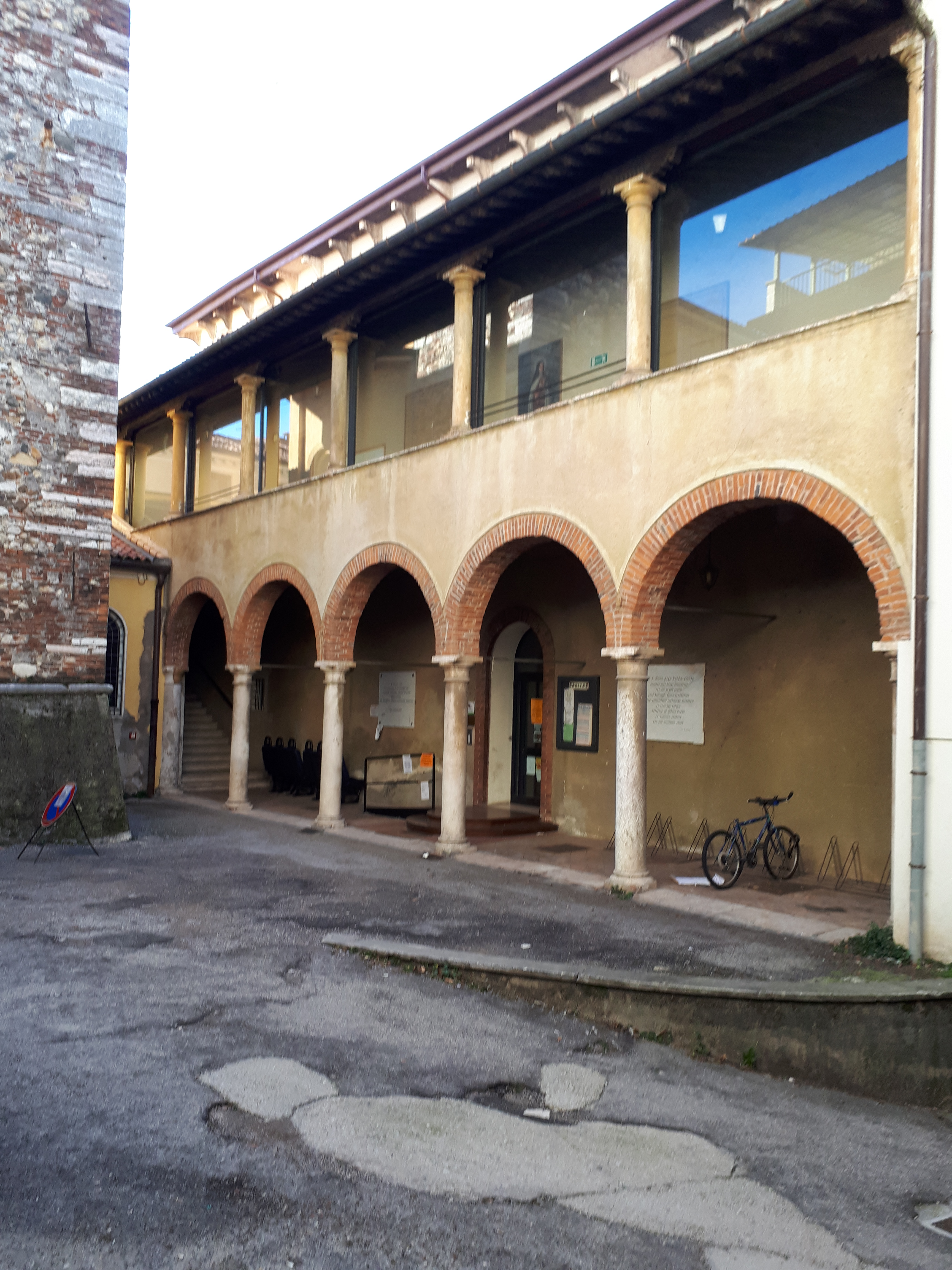
La quattrocentesca loggia dei Battuti.

Dal portico che si apre sulla destra della chiesa si può accedere al cortiletto interno che permette di vedere il campanile del 1602 - una torre formata da cotto e pietrame a vista - il quale conserva nella cella due campane fuse nel 1925, e la quattrocentesca loggia dei Battuti, unico resto del complesso ospedaliero fondato dalla confraternita, nonché prima sede del Monte di Pietà scledense; nel 2023, dopo lavori di sistemazione dello stabile, la loggia è diventata la nuova sede dell'archivio e biblioteca del duomo scledense: la sobria struttura è formata da una serie di cinque archi a tutto sesto sostenuti da colonne al pian terreno, e da semplici colonnine architravate al piano superiore.

### Interno
La chiesa è strutturata in un'aula rettangolare conclusa da una piccola abside.

#### La navata

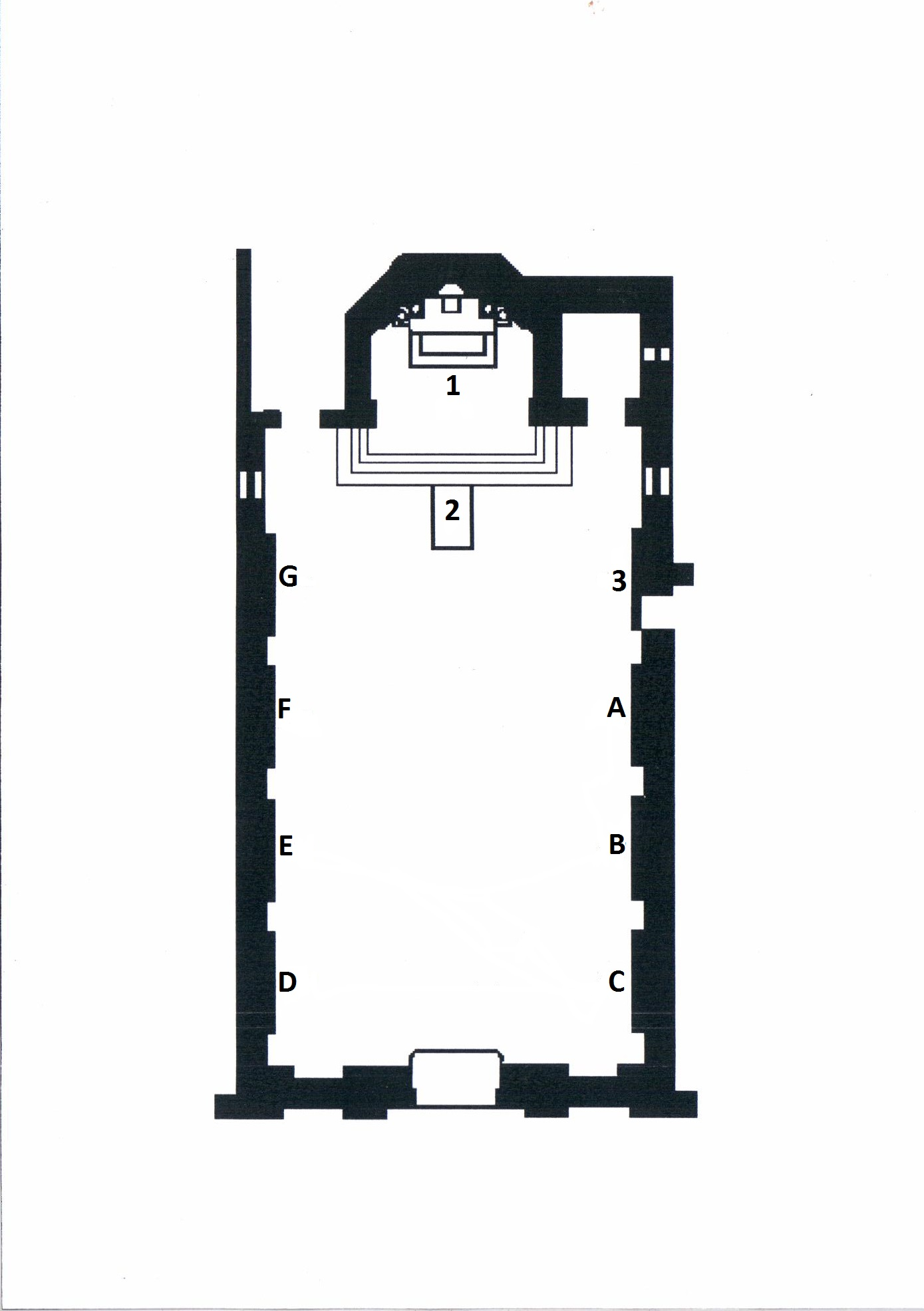
Pianta della chiesa; le lettere A, B, C, D, E, F, G indicano i sette episodi dei Dolori della Vergine nel corretto ordine di lettura. Il punto 1 indica l'altare, il 2 il sigillo tombale sul pavimento, il 3 la tela Incoronazione della Vergine

Il notevole apparato decorativo è frutto degli interventi eseguiti nel 1896 da Tommaso Pasquotti. Portano la sua firma anche le raffigurazioni de I quattro evangelisti sul soffitto (San Luca porta segni di interventi eseguiti da Vittorio Pupin negli anni cinquanta). Sempre sul soffitto Le tre virtù teologali, stereocromia di Valentino Pupin del 1867.
Nel nuovo pavimento marmoreo della navata è inserito un mosaico con il logo del giubileo del 2000; verso il presbiterio il sigillo tombale della confraternita dei Battuti del XVII secolo; quest'ultimo, riportato alla luce nel 1985, reca la seguente iscrizione: HIC / MISERA HUMANITATIS RESSIDUA / DONEC / AD IUDITIUM VOCENTUR / TRES CUM TREGINTA / HUIUS XENODOCHII CONFRATRES / SIBI SUCESSORIBUSQ(UE) / UT REQUIESCANT DECREVERE CONCORDES / AN(N)O D(OMI)NI / MDCLXXXVIII (traduzione: I trentatré confratelli di questo xenodochio stabilirono concordemente [questo sepolcro] per sé e i propri successori affinché qui riposino i loro miseri resti finché siano chiamati al giudizio. Nell’anno del Signore 1688).
Alle pareti la serie di grandi raffigurazioni de I sette dolori della Vergine, commissionati nel 1867 a Valentino Pupin, originariamente pensati come una serie di stereocromie. Data l'umidità dell'ambiente lo stesso autore modificò in corso d'opera la tecnica esecutiva, passando dalla stereocromia, alla tempera a caseina, all'olio su tela. Il ciclo dei dolori della Vergine è composto da: Presentazione di Gesù al tempio (olio su tela, 1883), Fuga in Egitto (olio su tela, 1883), Disputa coi dottori (olio su tela, 1879), Salita al Calvario (olio e tempera su tela, 1880), Crocefissione (stereocromia, 1868), Compianto su Cristo morto (tempera a caseina ridipinta a olio, 1876 Valentino Pupin / 1898 Tommaso Pasquotti), Deposizione di Gesù nel sepolcro (olio su tela, 1882). La tela del Compianto su Cristo morto era stata eseguita dal Pupin e ridipinta dal Pasquotti pochi anni dopo a causa del suo cattivo stato di conservazione. A conclusione del ciclo dei dolori della Vergine un olio su tela di Tommaso Pasquotti del 1900: Incoronazione della Vergine.
Altre tele presenti nella chiesa sono San Giacomo che predica il vangelo in Spagna (1863, Valentino Pupin) originariamente collocata su un altare smantellato nel 1958, ora appesa in testa all'aula, sul lato sinistro; La Madonna del Rosario (1851, Giuseppe Pupin) pala collocata presso San Giacomo nel 1958 in testa all'aula, sulla destra, come complemento di quella di Valentino Pupin presente nel lato opposto; a lato un grande crocefisso neobizantino in gesso, opera di Napoleone Guizzon e Pietro Paolo Dalla Vecchia jr. del 1896.
Infine l'antica pala Madonna col Bambino e Santi Giacomo, Biagio, Lorenzo e Cristoforo, ora esposta sopra alla bussola in controfacciata, pesantemente manomessa e ridimensionata in passato per adattarla a nuove collocazioni: la tela seicentesca, già dell'altare maggiore della chiesa, è stata attribuita al pittore locale Zambon Zamboni.

#### Il presbiterio
La piccola area del presbiterio, separata dalla navata da un arco di trionfo a tutto sesto, conserva l'unico altare della chiesa: si tratta di un'opera del 1881 di Francesco Cavallini che riutilizzò il paliotto in marmo finemente intarsiato, i tondi, le nere colonne corinzie e le statue del precedente altare seicentesco. La nicchia conserva la scultura Vergine addolorata con Cristo morto in braccio
di probabile fattura seicentesca ma pesantemente rimaneggiata nel 1907 da Romano Cremasco. Interessante il nuovo ambone, realizzato nel 2000, in marmo intarsiato, che richiama le forme e il cromatismo dell'altare.
Nell'abside si notano alcuni archi ogivali: l'unica testimonianza dell'origine gotica della chiesa, insieme con un piccolo frammento di affresco del XV secolo rinvenuto nel 1958.